# Моравсько
Мора́всько (пол. Morawsko) — село у Польщі, у гміні Ярослав Ярославського повіту Підкарпатського воєводства. Знаходиться на відстані 5 км на південний схід від Ярослава.
Населення — 1030 осіб (2011), всього близько 200 будинків. Також в селі знаходиться близько 50 покинутих будинків.

## Історія
Село засноване 1420 року представниками шляхетського роду Моравські Оґоньчики (оґоньчик — польський шляхетський герб), які згодом стали відомими як Моравські. Саме від їхнього прізвища і походить назва села.
1594 року село перейшло до Анни Острозької (Костки), дружини князя Олександра Васильовича Острозького. Саме з її волі 1613 року село стало власністю Монастиря бенедектинок в Ярославі. 1782 року австрійська влада закрила монастир, а село передала родині Ліцк. Згодом воно переходили у власність інших землевласників: Рунґіх, Малаховські, Копецькі.
У 1975—1998 роках село належало до Перемишльського воєводства.

## Демографія
Демографічна структура станом на 31 березня 2011 року:
|          | Загалом | Допрацездатний вік | Працездатний вік | Постпрацездатний вік |
| -------- | ------- | ------------------ | ---------------- | -------------------- |
| Чоловіки | 500     | 105                | 359              | 36                   |
| Жінки    | 530     | 93                 | 337              | 100                  |
| Разом    | 1030    | 198                | 696              | 136                  |